# Josef Beran (politik)
Josef Beran (15. prosince 1896 – ???) byl český a československý politik Komunistické strany Československa a poúnorový poslanec Národního shromáždění ČSR. V roce 1952 odstaven z politických funkcí.

## Biografie
V roce 1948 se uvádí jako pekařský dělnik a člen ZNV z Čáslavi.
Ve volbách roku 1948 byl zvolen do Národního shromáždění za KSČ ve volebním kraji Havlíčkův Brod. Zasedal zde do srpna 1952, kdy rezignoval a místo něj nastoupil jako náhradník Josef Zvára. Zastával i významné stranické posty. VIII. sjezd KSČ ho zvolil za náhradníka Ústředního výboru Komunistické strany Československa. IX. sjezd KSČ ho zvolil přímo členem ÚV KSČ. V srpnu 1952 byl zbaven všech funkcí.